# 克罗伊茨埃布拉
克罗伊茨埃布拉（德語：Kreuzebra，發音：[ˈkʁɔʏtsˌʔeːbʁa]）是德国图林根州艾希斯费尔德县曾经的一个市镇，面积13.01平方千米，2017年12月31日人口为716人。2019年1月1日，克罗伊茨埃布拉与另外3个市镇并入市镇丁格尔施泰特。